# Zohra Driss
Zohra Driss ou Zohra Driss-Bouslema est une femme d'affaires tunisienne active dans le domaine du tourisme. L'une des dirigeantes du groupe Marhaba Hôtels, elle a également été députée durant la Ire législature de l'Assemblée des représentants du peuple.

## Biographie
Zohra Driss est l'une des filles de M'hamed Driss, homme d'affaires, fondateur notamment du groupe hôtelier Marhaba Hôtels,. Elle dirige plusieurs hôtels de ce groupe.
Membre du comité exécutif de l'Union tunisienne de l'industrie, du commerce et de l'artisanat, syndicat patronal, au moment de la révolution tunisienne, elle est la seule des enfants de M'hamed Driss à se lancer durant quelques années en politique. En 2014, elle est retenue comme candidate du parti Nidaa Tounes, dans la circonscription de Sousse, dans le Sahel tunisien dont elle est originaire, puis est élue. Nidaa Tounes arrive en tête de ce scrutin législatif, mais sans majorité absolue et son succès participe au recul du parti Ennahdha, qui avait remporté les élections de 2011, après la révolution.
Le 26 juin 2015, un attentat terroriste islamiste provoque la mort de 38 touristes dont 30 Britanniques, devant l'un des hôtels qu'elle dirige, dans la station balnéaire de Port El-Kantaoui, près de Sousse.
En 2019, alors que son mandat de députée arrive à sa fin, c'est son neveu, Houcine Jenayah, et non elle, qui est retenu comme tête de la liste du parti Tahya Tounes (scission du parti Nidaa Tounes, à laquelle elle est affiliée) pour les élections législatives à Sousse. En septembre 2019, elle annonce soutenir la candidature à la présidentielle d'un candidat indépendant, Abdelkrim Zbidi et, en octobre de la même année, elle précise se retirer de la scène politique. Elle fonde également un lycée privé français et international, à Sousse, qui ouvre ses portes à la rentrée 2020-2021.